# 弗朗茨·迪纳特
弗朗茨·迪纳特（德語：Franz Dienert，1900年1月1日—1978年），德国男子足球运动员，场上位置是前锋，所属俱乐部是卡尔斯鲁厄体育俱乐部。他曾代表德国国家队参加1934年国际足联世界杯，结果获得季军。